# Moncucco Torinese
Moncucco Torinese là một đô thị ở tỉnh Asti vùng Piedmont thuộc Ý, nằm ở vị trí cách khoảng 20 km về phía đông của Torino và khoảng 30 km về phía tây bắc của Asti. Tại thời điểm ngày 31 tháng 12 năm 2004, đô thị này có dân số 816 người và diện tích là 14,4 km².
Moncucco Torinese giáp các đô thị: Albugnano, Arignano, Berzano di San Pietro, Castelnuovo Don Bosco, Cinzano, Marentino, Mombello di Torino, Moriondo Torinese và Sciolze.